# Wacław I cieszyński
Wacław I cieszyński (urodzony pomiędzy 1413 a 1416 – zmarł 1474) – książę cieszyński od 1431 (do 1442 razem z braćmi), w wyniku podziału Cieszyn, połowa Bytomia (do 1459, z przerwą w 1452) i Siewierz (do 1443), od 1452 w Bielsku, od 1468 tylko w Bielsku.
Wacław I był najstarszym synem księcia cieszyńskiego Bolesława I i księżniczki mazowieckiej Eufemii. Po śmierci ojca w 1431, był już uznany za w pełni pełnoletniego i zdolnego do sprawowania rządów, w związku z czym bez przeszkód przejął całą władzę w księstwie, początkowo także w imieniu swoich młodszych braci: Władysława, Przemysława II i Bolesława II.
Związany z dworem cesarskim Zygmunta Luksemburskiego.  W 1438 złożył hołd królowi czeskiemu. W tym samym roku uczestniczył w decyzji o zdobyciu dla Cieszyna prawa bicia własnej monety.
Pomimo dobrych stosunków z suwerenem w 1434 Wacław zaangażował się po stronie husytów wspomagając zwłaszcza burgrabiego będzińskiego Mikołaja Siestrzeńca Kornicza w jego rajdach przeciwko dobrom biskupów krakowskich położonych w Królestwie Polskim. Dopiero odwetowa wyprawa Krystyna Koziegłowskiego na Gliwice skłoniła Wacława do wycofania swojego poparcia i zawarcia ugody z Polską na zjeździe w Będzinie 15 października 1434.
Książę zawarł małżeństwo z Elżbietą Hohenzollern, córką elektora Fryderyka I, wdową po Ludwiku II. Data ślubu pozostaje dyskusyjna. Według relacji Ambrożego z Byczyny para pobrała się 9 grudnia 1438 roku we Wrocławiu. Jednak zdaniem części literatury relacja ta mówi nie o ślubie, lecz o zaręczynach. W każdym razie Wacław poślubił Elżbietę najpóźniej 17 lutego 1439 roku. Elżbieta po raz pierwszy jako księżna cieszyńska występuje 5 marca 1439 roku.
Związek ten pozostał bezdzietny i już 1445 się rozpadł.
29 listopada 1442 Wacław ulegając presji braci zgodził się na podział ojcowizny. Działy nie były jednak równe, gdyż Wacław zachował w swoich rękach większość terytoriów oddając młodszemu rodzeństwu tylko dobra głogowsko-ścinawskie (które zostały poważnie zadłużone) i część cieszyńskich, sam zostawiając sobie władzę nad częścią Cieszyna, Siewierzem i Bytomiem.
Pozbycie się części długów i obarczenie nimi młodszego rodzeństwa nie rozwiązało kłopotów finansowych Wacława. W tym celu 24 grudnia 1443 książę cieszyński wystawił dokument, w którym sprzedał księstwo siewierskie biskupowi krakowskiemu Zbigniewowi Oleśnickiemu (od tego czasu ziemia siewierska przestała być traktowana jako część Śląska). Krok ten tylko na jakiś czas zapewnił Wacławowi płynność finansową. Sprzedaż części ojcowizny uwikłała Wacława również w długotrwały spór z księciem głogóweckim Bolkiem V, który nie zaakceptował tej transakcji. Ostatecznie konflikt został zakończony dopiero 1 lipca 1457, kiedy to Wacław zawarł porozumienie z Polską.
Na początku 1452 Wacław zamienił swą część Księstwa Bytomskiego z bratem Bolesławowi II, w zamian za Bielsko. Po śmierci Bolesława II w tym samym roku, objął opiekę nad jego dziećmi. Umożliwiło to najstarszemu synowi Bolesława I ponowne przejęcie Bytomia. Stan ten utrzymał się do 1459, kiedy to sprzedał Księstwo Bytomskie księciu oleśnickiemu Konradowi IX za 1700 grzywien.
W latach sześćdziesiątych aktywność polityczna Wacława uległa znacznemu ograniczeniu. W 1468 niemający męskiego potomstwa książę przekazał swoje prawa do Cieszyna bratankowi Kazimierzowi II(choć realną władzę objął tam brat Wacław Przemysław II).
W 1471 Wacław sprawujący już wówczas władzę wyłącznie w Bielsku, poparł kandydaturę Władysława Jagiellończyka na króla Czech.
Książę cieszyński zmarł w 1474 w Bielsku. Wzorem przodków Wacław I został pochowany w kryptach kościoła dominikańskiego w Cieszynie.